# 大橋謙三
大橋 謙三（おおはし けんぞう、1935年4月21日 - 2015年12月21日）は、広島県出身のサッカー日本代表選手・指導者（FIFAコーチライセンス習得、日本体育協会公認上級コーチ）。

## 来歴
現役時代はハーフバック(MF)として活躍。体が強く、ボール扱いが巧みでキープ力があり、確実に前線に繋いだ。
広島大学附属高校が第37回全国高等学校蹴球選手権大会において大阪府立岸和田高等学校と両校優勝したときのキャプテン。高校時代は、樽谷恵三から指導を受けた 。その後、早稲田大学へ進学、早稲田大学ア式蹴球部に所属する。
大学を卒業後は関西の湯浅電池に所属し、徳弘隆らとプレーした。この時に日本代表に選ばれ1958年アジア競技大会で国際Aマッチ1試合に出場した。その後、地元東洋工業に所属し、1960年に石井義信ら東洋工業の選手他で編成された「広島アカシアクラブ」のメンバーとして国体優勝。
東洋工業での現役晩年には小沢通宏とともにコーチ兼任選手として、引退後は東洋工業でヘッドコーチを務めた。
1969年、国際サッカー連盟初公認である第1回FIFAコーチング・スクールに参加、この時にデットマール・クラマーに指導されている。また、同スクールで助手を務めた長沼健・岡野俊一郎・平木隆三・八重樫茂生と、同スクール受講生の加茂周・上田亮三郎・松田輝幸ら11人とともに、世界初のFIFAコーチ・ライセンスを受けた。
また、日本ユース代表監督としても活躍。日本で行われたAFCユース選手権1971を永井良和、奥寺康彦、高田一美らを擁して戦うが、韓国との準決勝はPK戦で敗れ4位に終わった。
1971年から東洋工業監督に就任、1975年までつとめた。その後早稲田大学ア式蹴球部監督、広島経済大学サッカー部監督をつとめた。
晩年は、母校の広島大学附属中・高等学校で主に中学生の指導にあたった。

## 個人成績
| 国内大会個人成績 | 国内大会個人成績 | 国内大会個人成績 | 国内大会個人成績 | 国内大会個人成績 | 国内大会個人成績 | 国内大会個人成績 | 国内大会個人成績 | 国内大会個人成績 | 国内大会個人成績 | 国内大会個人成績 | 国内大会個人成績 |
| 年度             | クラブ           | 背番号           | リーグ           | リーグ戦         | リーグ戦         | リーグ杯         | リーグ杯         | オープン杯       | オープン杯       | 期間通算         | 期間通算         |
| 年度             | クラブ           | 背番号           | リーグ           | 出場             | 得点             | 出場             | 得点             | 出場             | 得点             | 出場             | 得点             |
| 日本             | 日本             | 日本             | 日本             | リーグ戦         | リーグ戦         | -                | -                | 天皇杯           | 天皇杯           | 期間通算         | 期間通算         |
| ---------------- | ---------------- | ---------------- | ---------------- | ---------------- | ---------------- | ---------------- | ---------------- | ---------------- | ---------------- | ---------------- | ---------------- |
| 1965             | 東洋             | 17               | JSL              | 3                | 0                | -                | -                |                  |                  |                  |                  |
| 1966             | 東洋             | 17               | JSL              | 0                | 0                | -                | -                |                  |                  |                  |                  |
| 1967             | 東洋             |                  | JSL              | 0                | 0                | -                | -                |                  |                  |                  |                  |
| 通算             | 日本             | 日本             | JSL              | 3                | 0                | -                | -                |                  |                  |                  |                  |
| 総通算           | 総通算           | 総通算           | 総通算           | 3                | 0                | -                | -                |                  |                  |                  |                  |

## 代表歴

### 出場大会
- 1958年アジア競技大会

### 試合数
- 国際Aマッチ 1試合 0得点(1958)

| 日本代表 | 国際Aマッチ | 国際Aマッチ | その他 | その他 | 期間通算 | 期間通算 |
| 年       | 出場        | 得点        | 出場   | 得点   | 出場     | 得点     |
| -------- | ----------- | ----------- | ------ | ------ | -------- | -------- |
| 1958     | 1           | 0           | 0      | 0      | 1        | 0        |
| 通算     | 1           | 0           | 0      | 0      | 1        | 0        |

### 出場
| No. | 開催日         | 開催都市 | スタジアム | 対戦相手   | 結果 | 監督     | 大会       |
| --- | -------------- | -------- | ---------- | ---------- | ---- | -------- | ---------- |
| 1.  | 1958年05月26日 | 東京都   | 東京蹴球場 | フィリピン | ●0-1 | 川本泰三 | アジア大会 |

## 監督成績
| 年度 | 所属   | クラブ | リーグ戦 | リーグ戦 | リーグ戦 | リーグ戦 | リーグ戦 | リーグ戦 | カップ戦 | カップ戦 |
| 年度 | 所属   | クラブ | 順位     | 試合     | 勝点     | 勝利     | 引分     | 敗戦     | JSL杯    | 天皇杯   |
| ---- | ------ | ------ | -------- | -------- | -------- | -------- | -------- | -------- | -------- | -------- |
| 1972 | JSL1部 | 東洋   | 3位      | 14       | 16       | 7        | 2        | 5        | -        | ベスト4  |
| 1973 | JSL1部 | 東洋   | 8位      | 18       | 14       | 4        | 6        | 8        | 予選敗退 | ベスト4  |
| 1974 | JSL1部 | 東洋   | 6位      | 18       | 18       | 6        | 6        | 6        | -        | ベスト4  |
| 1975 | JSL1部 | 東洋   | 8位      | 18       | 12       | 4        | 4        | 10       | -        | ベスト8  |

## 参考資料
- 代表タイムライン - 日本サッカー協会
- 『日本サッカーリーグ全史』
- 『早稲田大学ア式蹴球部50年史』